# パトリック・ペンツ
パトリック・ペンツ（Patrick Pentz、1997年1月2日 - ）は、オーストリア・ザルツブルク出身のサッカー選手。ブレンビーIF所属。オーストリア代表。ポジションはゴールキーパー。

## 経歴
2016年5月15日、SKシュトルム・グラーツとの試合でプロデビュー。
2022年7月9日、スタッド・ランスと3年契約を結んだ。
2023年1月27日、アンドレイ・ルニョフが負傷したことにより、バックアップのGKとして2年半契約でバイエル・レバークーゼンに移籍した。
2023年8月18日、ブレンビーIFに1年契約でレンタル移籍した。

## 代表経歴
オーストリア代表の世代別代表に選出されており、U-18、U-19そしてU-21での出場経験がある。
2022年3月29日、スコットランド代表との親善試合にてオーストリア代表での初キャップを刻んだ。